# 切爾沃納吉爾卡 (克羅列韋茨區)
51°34′16″N 33°27′36″E / 51.57111°N 33.46000°E
紅希爾卡（烏克蘭語：Червона Гірка）是位於烏克蘭東北部的村莊，由蘇梅州科諾托普區的克羅萊韋茨市鎮負責管轄。該村處於列季河畔，距離比斯特里克和克羅列韋茨2公里，海拔高度155米，2001年人口136。